# Соединения фтора в ракетной технике
Соединения фтора в ракетной технике — это многочисленная группа химических веществ, содержащих в своём составе атом фтора, которые применимы в ракетной технике в качестве ракетного окислителя для жидкостных реактивных двигателей. Экологически опасны, поэтому применение ограничилось экспериментальной отработкой в середине XX века. В СССР эксперименты велись на НПО Энергомаш.
Для использования в составе двух и трёхкомпонентных топлив известны следующие соединения фтора:
- жидкий фтор. Показывал существенное увеличение удельного импульса и плотности топлива при замене кислорода на фтор в классических парах с водородом (УИ до 398 сек. при давлении 40 атм), керосином (295 сек.), гидразином (345 сек.).

Смеси:
- смесь жидкого фтора и кислорода («флокс»)[3],
- смесь жидкого фтора и озона (до 65 % (по объёму), О3) — устойчива к детонации.

Соединения с кислородом:
- окись фтора (дифторид кислорода) (в жидком виде и в составе смесей),
- диоксидифторид (в составе смесей),
- триоксидифторид (в составе смесей),
- тетраоксидифторид (в составе смесей).

Соединения с азотом:
- трехфтористый азот,
- дифтордиазин,
- тетрафторгидразин,
- азид фтора (ограниченно в составе смесей),
- дифторамин,
- хлордифторамин,
- нитрозилфторид,
- фторид нитрония,
- фторнитрат.

Соединения с хлором и другими галогенами:
- трехфтористый хлор,
- пентафторид хлора,
- перхлорилфторид,
- фторперхлорат (только в составе смесей!),
- пентафторид брома,
- гептафторид иода.

Соединения с благородными газами:
- дифторид криптона,
- тетрафторид криптона,
- дифторид ксенона,
- тетрафторид ксенона,
- гексафторид ксенона,
- фтороокись ксенона.